# NGC 5556
NGC 5556 (другие обозначения — ESO 446-50, IRAS14176-2901, MCG -5-34-9, DDO 243, UGCA 389, AM 1417-290, PGC 51245) — галактика в созвездии Гидра.
Этот объект входит в число перечисленных в оригинальной редакции «Нового общего каталога».